# Johnny Orlando
Johnny Vincent Orlando (Mississauga, 24 januari 2003) is een Canadese singer-songwriter en acteur.

## Biografie
Johnny Orlando begon met het maken van covers op YouTube op achtjarige leeftijd samen met zijn dertienjaar oude zus. Ze coverden onder meer muziek van Justin Bieber. In 2018 ontving hij een nominatie voor de Kids Choice Award voor Favoriete Virale Muziekartiest en een jaar later een volgende nominatie voor Favoriete Muzikale YouTube Maker.
Samen met YouTubers Mackenzie Ziegler en Emily Skinner speelde hij begin 2018 mee in de webserie Total Eclipse. Op 18 mei 2018 tekende hij een platencontract bij Universal Music Canada. Direct lanceerde Orlando bij UMC de single What If dat hij had opgenomen met Mackenzie Ziegler. Orlando tekende in 2020 een contract bij MTV voor consuementenproducten. In 2022 kwam zijn debuutalbum All The Things That Could Go Wrong uit dat meer dan 150 miljoen streams wereldwijd wist te behalen. Twee jaar later volgde zijn EP The Ride.

## Discografie

### Albums
- All The Things That Could Go Wrong (2022)

### EP's
- VXIIXI (2015)
- Teenage Fever (2019)
- It's Never Really Over (2020)
- The Ride (2024)

## Filmografie
- The Judge (2014) - Glen
- Total Eclipse (2018-2020) - Sam Parker